# Cantone di Pedro Moncayo
Il cantone di Pedro Moncayo è un cantone dell'Ecuador che si trova nella provincia del Pichincha.
Il capoluogo del cantone è Tabacundo.